# Saba Chubieżty
Saba Omarowicz Chubieżty (ros. Саба Омарович Хубежты; ur. 10 stycznia 1986) – rosyjski zapaśnik startujący w stylu wolnym. Ósmy w Pucharze Świata 2011 i dziewiąty w 2013. Piąty w mistrzostwach Rosji w 2014 roku.